# Пензенска митрополија
Пензенска митрополија (рус. Пензенская митрополия) митрополија је Руске православне цркве.
Образована је одлуком Светог синода од 26. јула 2012, а налази се у оквиру граница Пензенске области. У њеном саставу се налазе три епархије: Пензенска, Кузњецка и Сердобска.

## Митрополити
- Венијамин Зарицки (26. јул 2012 — 25. децембар 2013)
- Серафим Домњин (од 25. децембра 2013)